# Nanda Vigo
Fernanda Enrica Leonia Vigo, nota come Nanda Vigo (Milano, 14 novembre 1936 – Milano, 16 maggio 2020), è stata una designer italiana.

## Biografia

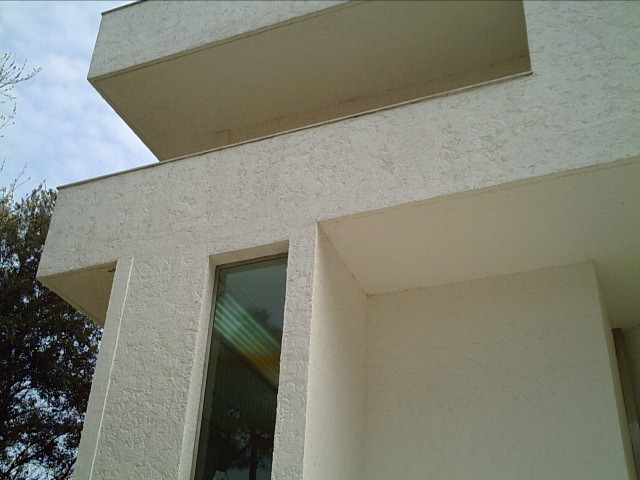
"Museo Alternativo Remo Brindisi", esterno

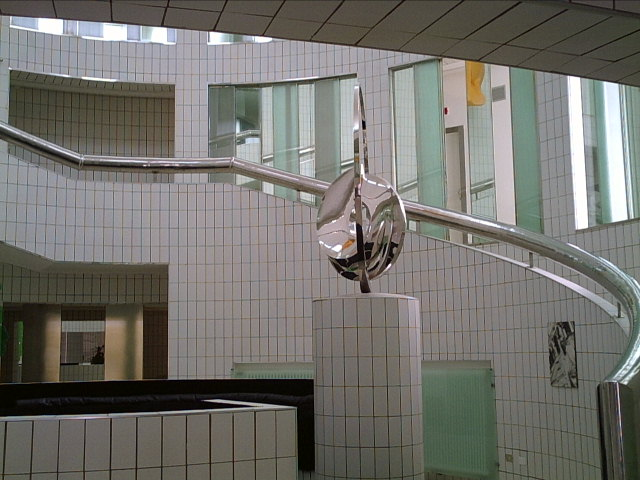
"Museo Alternativo Remo Brindisi", interno

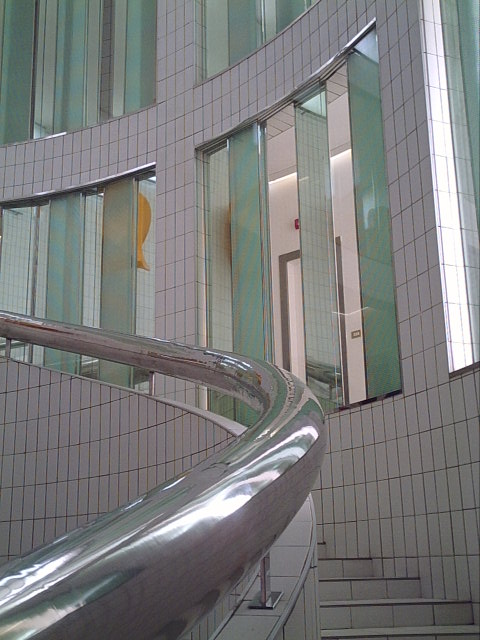
"Museo Alternativo Remo Brindisi", interno

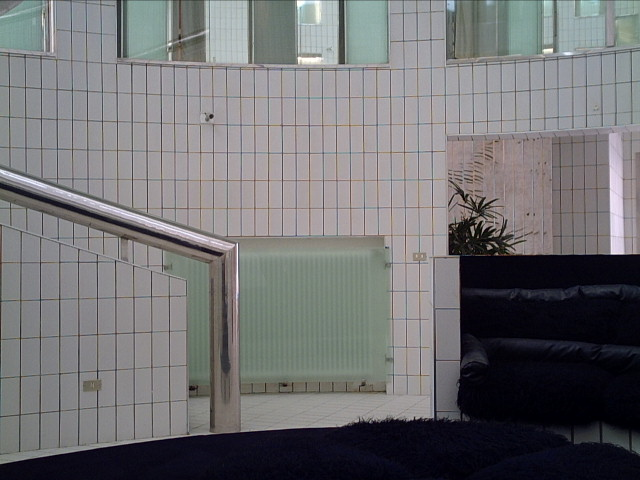
"Museo Alternativo Remo Brindisi", interno

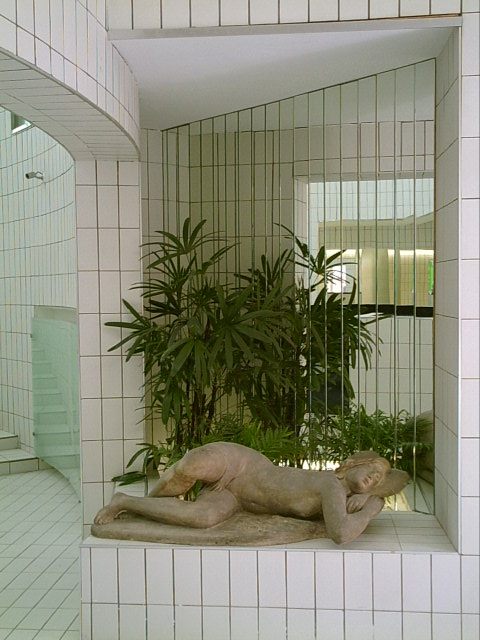
"Museo Alternativo Remo Brindisi", interno

Secondo la genealogia da lei stessa scritta, per parte materna discendeva da alcuni artisti famosi, cioè da Cesare Carnesecchi Coppini, coreografo e direttore della scuola di ballo del teatro alla Scala di Milano, e dal celebre tenore Enrico Barbacini. Mentre per parte di padre da una antica famiglia, di origine spagnola, di industriali. Irrequieta fu allevata dalla nonna Ida Cidonia Carnesecchi Coppini (... "Insomma, la nonna Cidonia fu per me tutta la famiglia. Certo era severissima, a vent’anni dovevo tornare a casa entro mezzanotte, se no mi aspettava in piedi con la scopa in mano, ma fu anche l’unica persona che dette spazio al mio desiderio di lavorare nell’arte.")
Dopo gli studi compiuti nella sua città natale presso il liceo artistico delle Orsoline di via Lanzone, frequentò l'Institut Polytechnique di Losanna. Ha aperto il suo primo studio nel 1959, lavorando poi tra Milano e l’Africa orientale.
Come architetto progettò con altri il cimitero di Rozzano; da sola firmò il progetto della casa-museo di Remo Brindisi al Lido di Spina, inaugurato nel 1973. Lavorò con Gio Ponti per la Casa sotto la foglia a Malo (Vicenza) e con Lucio Fontana. Frequentò assiduamente l'avanguardia milanese degli anni '60 e '70.
Già nel 1971 vince l'Award New York Industrial Design e nel 1976 il primo Premio Saint Gobain per il design; mentre nel 1982 partecipa alla XL Biennale di Venezia. A seguito di una lunga carriera, nel 2013 sue opere sono entrate anche nella collezione permanente del Ministero degli Affari Esteri. Nel 2014 ha esposto al Museo Guggenheim di New York nella retrospettiva dedicata al Gruppo Zero.
Nel 2018 ha organizzato nella Chiesa di San Celso a Milano una mostra-evento dal titolo Global Chronotopic Experience, col proposito di ridare vita a un Ambiente Cronotipico in acciaio inox laminato e Perspex, simile a quello realizzato dall'artista nel 1967 alla Galleria Apollinaire di Milano. Un'abile combinazione di geometrie al neon con materiali riflettenti e "amplificatori di luce" è nuovamente stato il contenuto della mostra di Palazzo Reale di Milano, curata da Marco Meneguzzo in suo onore, nell'estate del 2019.
È morta il 16 maggio 2020 all'età di 83 anni. Le sue ceneri sono state tumulate in una celletta al cimitero di Bruzzano.
La sua collezione privata, composta da ben 108 opere da lei donate, è oggi parte del percorso espositivo permanente del Museo San Fedele di Milano.

## Opere
- 1964 - Labirinto cronotipico alla Quadriennale di Roma
- 1982 - Exterior per Artventure alla Biennale di Venezia, presso i Magazzini del Sale
- 1983 - Light progression
- 1983 - Light tree
- 1985 - Sun & Island alla Galleria Speciale di Bari
- 1993 - Light Progression Enviroment
- 1993 - Fly Away per Biasi Emilio & Figli, Verona
- 2005 - Goral
- 2005 - Base Line Totem
- 2018 - Global Chronotipic Experience

## Mostre
- 2014 - ZERO: Countdown to Tomorrow, 1950s–60s, Guggenheim Museum, New York
- 2018 - Global Chronotipic Experience, Chiesa di San Celso, Milano

## Premi e riconoscimenti
- 1971 - Award New York Industrial Design, per la lampada Golden Gate
- 1976 - Premio Saint Gobain per il design
- 2020 - Compasso d'oro alla carriera